# 4004
4004（四千四、よんせんよん）は、自然数または整数において、4003の次で4005の前の数である。

## 性質
- 4004は合成数であり、約数は 1, 2, 4, 7, 11, 13, 14, 22, 26, 28, 44, 52, 77, 91, 143, 154, 182, 286, 308, 364, 572, 1001, 2002, 4004 である。
  - 約数の和は9408。
- 410番目の回文数である。
  - 一桁の数を除くと400番目の回文数である。
- 約数の和が4004になる数は4個ある。(1548, 2284, 2763, 4003) 約数の和4個で表される55番目の数である。1つ前は3948、次は4116。
- 4004 = 82 + 102 + 122 + 142 + 162 + 182 + 202 + 222 + 242 + 262 + 282
  - 11連続偶数の平方和で表せる数である。1つ前は3619、次は4411。
- 各位の和が8になる131番目の数である。1つ前は3500、次は4013。

## その他 4004 に関連すること
- 電子部品
  - Intel 4004